# Duurzaam verblijf
Duurzaam verblijf (DV) is een Nederlandse diplomatieke term die aangeeft dat men niet behoort tot het door de zendstaat uitgezonden, maar tot het lokaal geworven dan wel inmiddels definitief (ten minste 10 jaar) gevestigde personeel van een buitenlandse ambassade of consulaat. Het kan ook gaan om een vreemdeling (niet-Nederlander) die inwonend gezinslid of een particuliere bediende is van een van de diplomatieke of consulaire functionarissen. Men heeft in dat geval geen aanspraken op (alle) voorrechten en immuniteiten op grond van de Weense Conventies inzake diplomatiek verkeer (1961) resp. consulaire betrekkingen (1963), zoals vrijstellingen van fiscale en sociale zekerheidsrechten en -verplichtingen en onschendbaarheid op het gebied van strafrechtelijke vervolging. Dit wordt aangegeven door het al dan niet ontbreken van de afkorting "DV" op de verblijfskaart van het ministerie van Buitenlandse Zaken.